# Igman
Igman – masyw górski w Górach Dynarskich. Leży w Bośni i Hercegowinie. Jego najwyższy szczyt Crni Vrh osiąga wysokość 1506 m.